# منير أحمد (لاعب كريكت)
منير أحمد (1 فبراير 1996 - ) هو لاعب كريكت أفغاني.

## وصلات خارجية
- منير أحمد على موقع إي آس بي آن كريك إنفو (الإنجليزية)